# Hector Obalk
Pour les articles homonymes, voir Éric Walter et Walter.
Hector Obalk, né Éric Walter le 30 août 1960 à Boulogne-Billancourt, est un critique et historien de l'art français, également auteur de documentaires consacrés à l'art — notamment la série Grand’Art sur la chaîne Arte —, commissaire d'exposition et homme de scène.

## Biographie

### Famille et formation
Fils d'une mère juive née en Tunisie, la linguiste Henriette Walter née Saada, et d'un père élevé chez les jésuites, Gérard Walter, agrégé de physique et de chimie, Hector Obalk fait ses études secondaires au lycée Condorcet (Paris), où il rencontre Alexandre Pasche.

### Carrière
En 1984, Alexandre Pasche, Obalk et Alain Soral publient Les Mouvements de mode expliqués aux parents. Le livre dresse, sur un ton humoristique, un tableau raisonné de la jeunesse du début des années 1980 par l'habillement et, plus généralement, les comportements culturels et sociaux ; il rencontre à l'époque un grand succès commercial.
En 1990, il publie Andy Warhol n'est pas un grand artiste, qui lui vaut de ne plus pouvoir publier dans les magazines d'art de l'époque.
En tant que commissaire d'exposition, on lui doit notamment Ce sont les pommes qui ont changé présentée à l'École nationale supérieure des beaux-arts (2000), qui se veut une réhabilitation du sujet, de la peinture et de la figuration, et dans laquelle sont exposées les œuvres de Gilles Aillaud, Vincent Bioulès, François Boisrond, Philippe Cognée, Marc Goldstain, Emmanuel Lacroix ou Hugues Pissarro alias Pomié.
À partir des années 2000, il se consacre presque entièrement à l'histoire de l'art depuis l'antiquité jusqu'à Lucian Freud, délaissant les polémiques de l'art moderne et contemporain. Il réalise notamment des séquences télévisuelles sur l'art pour Arte et France 2, mais aussi pour la scène.
Il fait de nombreuses chroniques à la télévision, souvent accompagnées de vidéos produites par ses soins, pour Rive droite Rive gauche (Paris Première), Nulle part ailleurs (Canal+), Le choc des cultures (France 3), Le journal de la culture (Arte), Avant-premières (France 2). Il est chroniqueur régulier pour le magazine Elle.
Il commence en 2007 une série de documentaires plus ambitieux de 26 min pour la série Grand'Art sur Arte consacrés à Lucian Freud, Ingres, Le Titien, Giorgione, Le Corrège, Andrea del Sarto, Bronzino, Michel-Ange, Raphaël, Rosso Fiorentino, Primatice, Pontormo, Le Caravage…
En 2011, il publie Aimer voir / Comment on regarde un tableau, qui se veut une introduction à la peinture sur la base de 7 notions clés (anatomie, physionomie, espace, lumière, texture, temps, narration).
En 2013, il se lance dans le seul-en-scène avec son premier spectacle musical sur Michel-Ange pour La Géode.
En 2016, il publie sa première BD sur l'art, également sur Michel-Ange, pour les éditions Hazan.
En 2019, il commence à donner au théâtre de l'Atelier à Paris les premières représentations de sa conférence-spectacle Histoire de la peinture en moins de deux heures : il s'agit d'un stand-up en musique et en images sur l'histoire de la peinture occidentale au cours duquel, accompagné de ses musiciens et d'un écran géant, il commente — dans le détail et siècle par siècle — les tableaux qu'il a lui-même sélectionnés. Le spectacle qui se poursuit en 2022 est  rebaptisé Toute l'histoire de la peinture en moins de deux heures ; il est également donné, en plus du théâtre de l'Atelier, au théâtre Le 13e Art (situé également à Paris), ainsi que, en juillet, à l'Atelier Théâtre Actuel lors du festival d'Avignon.
Le 5 octobre 2023, il rejoint l'émission Les Grosses Têtes animée par Laurent Ruquier sur RTL.

### Autre
Il a joué comme acteur dans Love Me de Laetitia Masson, Victoria de Justine Triet (2014) et dans la saison 4 du Bureau des légendes (2018).

## Analyse
Il s'intéresse au ready-made de Marcel Duchamp et à la typographie, à la mode, au cinéma et à l’architecture ainsi qu'à la cuisine. Ses recherches en esthétique sont influencées par la philosophie analytique : la logique des caprices de la mode, l’impossible définition des readymades et la possible définition de l’art, l’avant-garde comme art de l’idée, l’esthétique de l’orthographe incorrecte, les catégories classique, moderne, avant-gardiste et post-moderne, l’indéfectible appartenance d’une œuvre à un genre, la critique d’art contre l’histoire de l’art, les fondements d’une argumentation esthétique,,, éloge de l’âge,,. Il a produit une bande dessinée sur Michel-Ange et des spectacles avec Le Louvre, La Géode et le Théâtre de l'atelier.

## Publications
- 1984 : Les Mouvements de mode expliqués aux parents (avec Alain Soral et Alexandre Pasche) éditions Robert Laffont  (ISBN 978 2221008782) ; rééd. en poche, coll. « Le Livre de poche », 1985
- 1988 : François Boisrond / sérieux, décontracté, éditions Marval
- 1989 : « Ma Vie » / Votre vie est dans ce livre, éditions Aubier, Paris, 256 pages, novembre 1989 Livre blanc, rubriqué et ligné. Conception et maquette d’Hector Obalk, dessins de François Boisrond, novembre 1989.
- 1990 : Andy Warhol n’est pas un grand artiste, Aubier, rééd. en poche, coll. « Champs-Flammarion », mai 2001  (ISBN 2080800205)[30]
- 1996 : Bête comme un vrai peintre / Sur François Boisrond & l’art contemporain, éditions La Différence, 216 pages, novembre 1996  (ISBN 2729111670)[30]
- 1996 : Sensible à la typographie (supplément inséré dans la revue Signes), printemps 1996, mise en page de Muriel Paris
- 1997-2000 : L’eau / revue d’art (no 1, « Numéro spécial François Boisrond », 12 pages, 14 décembre 1996 • no 1-2: «Les pauvres peintres de la réalité», 1er avril 1997, 24 pages • no 1-2-3, septembre 2000). Revue d’écrivain (tous les articles sont de l’auteur) à tirage confidentiel et au pliage original (folio plié en 3 tiers) Chaque nouveau numéro inclut les articles du numéro précédent, et ainsi de suite. 3 numéros à ce jour.
- 2000 : Affectionately, Marcel / The Selecting Correspondence of Marcel Duchamp (Ludion Press, Gand - Amsterdam + Thames & Hudson, Londres + D.A.P., New York), 424 pages  (ISBN 9055442496)[30] Ensemble de 285 lettres de Marcel Duchamp, écrites en anglais ou en français, éditées et commentées en collaboration avec Francis M. Naumann.
- 2000 : Ce sont les pommes qui ont changé (préface de Didier Semin), École nationale supérieure des beaux-arts de Paris, septembre 2000  (ISBN 2840560852)[30] Ce livre est la somme de deux ouvrages réunis en un seul tome : le catalogue de l’exposition — nombreux textes (articles et correspondance privée) écrits depuis une quinzaine d’années sur les peintres de l’exposition — et Vers une meilleure théorie de l’art, recueil d’articles sur l’art et l’esthétique (1986-2000).
- 2011 : Aimer voir, éditions Hazan, Paris novembre 2011  (ISBN 9782754105880)
- 2016 : Michel-Ange, tome 1, éditions Hazan, Paris novembre 2016

## Grand’Art

### Saison 1
- Grand’Art #01 — Lucian Freud — 1. Portraits, hiver 2007, diffusion en mars 2009 sur Arte[31].Une introduction à l’œuvre de l’artiste, une description de son évolution stylistique, une introduction à l’art de la peinture.
- Grand’Art #02 — Ingres — 1. Ingres érotique, été 2008, diffusion en mars 2009 sur Arte[31].De L’Odalisque au Bain turc en passant par la Baigneuse Valpinçon, une réflexion sur les déformations anatomiques des fameux Nus d’Ingres.
- Grand’Art #03 — Ingres — 2. Portraits, été 2008, diffusion en mars 2009 sur Arte[31].Des grands portraits féminins, aux drapés fascinants de satin et de velours, une réflexion sur la photogénie de la peinture ingresque.
- Grand’Art #04 — Titien — 1. les années 1510-1523, été 2008, diffusion en mars 2009 sur Arte[31]. Les premiers chefs-d'œuvre du Titien (des années 1510-23).
- Grand’Art #05 — Giorgione Versus Titien, été 2010, diffusion en nov. 2010 sur Arte.Du Concert champêtre de Giorgione aux grandes bacchanales de Titien, une démonstration stylistique sur l’antinomie de deux grands peintres, dont le premier fut le maître du second.
- Grand’Art #06 — Titien — 2. Tiziano Colours, été 2010, diffusion en nov. 2010 sur Arte.Le rouge, le rose, le bleu, le vert, l’or et la boue composent la palette de Titien et plus largement de la lumière vénitienne.
- Grand’Art #07 — Lucian Freud — 2. les nus, été 2010, diffusion en nov. 2010 sur Arte.La lutte de pouvoir entre le peintre et le modèle dans le cas des tableaux d’un peintre qui enlaidit les belles et embellit les laides.

### Saison 2
- Grand’Art #08 — Michel-Ange — 1. Avant la chapelle Sixtine (sculptures), nov 2012, diff. en fév. 2013 sur Arte.L'oeuvre de Michel Ange avant la Chapelle Sixtine : Le Bacchus, la Pieta, le David, le Tondo Doni...
- Grand’Art #09 — Michel-Ange — 2. la chapelle Sixtine (fresques), nov 2012, diffusion en fév. 2013 sur Arte.L'étude des peintures de la chapelle Sixtine.
- Grand’Art #10 — Michel-Ange — 3. Après la chapelle Sixtine (dessins), nov 2012, diff. en fév. 2013 sur Arte.L'évocation de la présence d'une ligne dans les œuvres de Michel Ange, de la torsion extrême des corps et de l'intensité des chairs (et notamment du ventre).

### Saison 3
- Grand’Art #11 — Corrège — 1. Les dômes, nov 2013, diffusion janv. 2015 sur Arte.
- Grand’Art #12 — Corrège — 2. Les madones, etc., 2013, diffusion janv. 2015 sur Arte.
- Grand’Art #13 — Mains maniéristes — Corrège, Sarto, Bronzino (+ Michel-Ange + Raphaël), déc. 2013, diff en janv. 2015 sur Arte.
- Grand’Art #14 — Corrège — 3. Léda, Io, Vénus, Danaé..., fév. 2014, diffusion en fév. 2015 sur Arte.
- Grand’Art #15 — Rosso Fiorentino, juillet 2014, diffusion en fév. 2015 sur Arte.
- Grand’Art #16 — Primatice — 1. Fontainebleau de Rosso à Primatice, nov 2014, diffusion en fév. 2015 sur Arte.

### Saison 4
- Grand’Art #17 — Primatice — 2. Jambes maniéristes chez Primatice, juill 2015, diff. juin-juillet 2018 sur Are.
- Grand’Art #18 — Pontormo — 1. Descente de croix sans croix, mars 2016, diff. juin-juillet 2018 sur Arte.
- Grand’Art #19 — Pontormo — 2. Pontormo contre Michelangelo, déc. 2016, diff. juin-juillet 2018 sur Arte.
- Grand’Art #20 — Tintoret, oct. 2016, diff. juin-juillet 2018 sur Arte.
- Grand’Art #21 — Caravage — 1. De 1593 à 1595, nov. 2017, diffusion en juin-juillet 2018 sur Arte.
- Grand’Art #22 — Caravage — 2. De 1595 à 1597, nov. 2017, diffusion en juin-juillet 2018 sur Arte.
- Grand’Art #23 — Caravage — 3. De 1597 à 1602, janv 2018, diffusion en juin-juillet 2018 sur Arte.

## Expositions
Hector Obalk a été commissaire, et auteur du catalogue, des expositions suivantes :
- « L’art évident » au centre d'art contemporain de Montbéliard, mars 1985.

Artistes exposés : Marcel Duchamp, René Magritte, Andy Warhol, Nam June Paik, Gilles Aillaud, Arman, Ben, Bertrand Lavier, Keith Haring, Webb, François Boisrond, Minassian. Cette exposition singulière (une seule œuvre par artiste) est consacrée aux œuvres les plus simplistes et ambiguës de l’art moderne (un seul sujet par œuvre).
- « Ce sont les pommes qui ont changé » à l’École nationale supérieure des beaux-arts, septembre-novembre 2000.

Artistes exposés : Gilles Aillaud, François Boisrond, Vincent Bioulès, Philippe Cognée, Marc Goldstain, Emmanuel Lacroix, Pomié. Une exposition sur les quelques peintres de la réalité, en général urbaine, qu’Obalk a défendus dans sa carrière de critique d’art depuis le début des années 1980.
- « Deuxième et petit Salon des pommes » à la galerie Nikki Diana Marquardt (Paris), 24 au 26 mai 2002.

Artistes exposés : François Boisrond, Philippe Cognée, Marc Goldstain, Pomié, Mathieu Weiler.